# 内田要
内田 要（うちだ かなめ）は、日本の国土交通官僚。国土交通省土地・建設産業局長、都市再生機構副理事長、内閣官房地域活性化統合事務局長等を経て、不動産協会副理事長。

## 人物・経歴
熊本県生まれ。兵庫県神戸市育ち。灘高等学校を経て、1978年東京大学法学部卒業、建設省入省。国土交通省大臣官房総括審議官を経て、2010年国土交通省土地・水資源局長。2011年国土交通省土地・建設産業局長。2012年独立行政法人都市再生機構副理事長。2014年内閣官房内閣審議官（内閣官房副長官補付）兼内閣官房地域活性化統合事務局長、内閣官房産業遺産の世界遺産登録推進室長（併）内閣府地方創生推進室長。2015年内閣官房内閣審議官（内閣官房副長官補付）兼内閣官房地域活性化総括官。同年一般社団法人不動産協会副理事長・専務理事。2023年土地総合研究所理事長、弁護士法人瓜生・糸賀法律事務所顧問、不動産協会顧問。2024年、瑞宝重光章受章。